# Westmalle (bier)

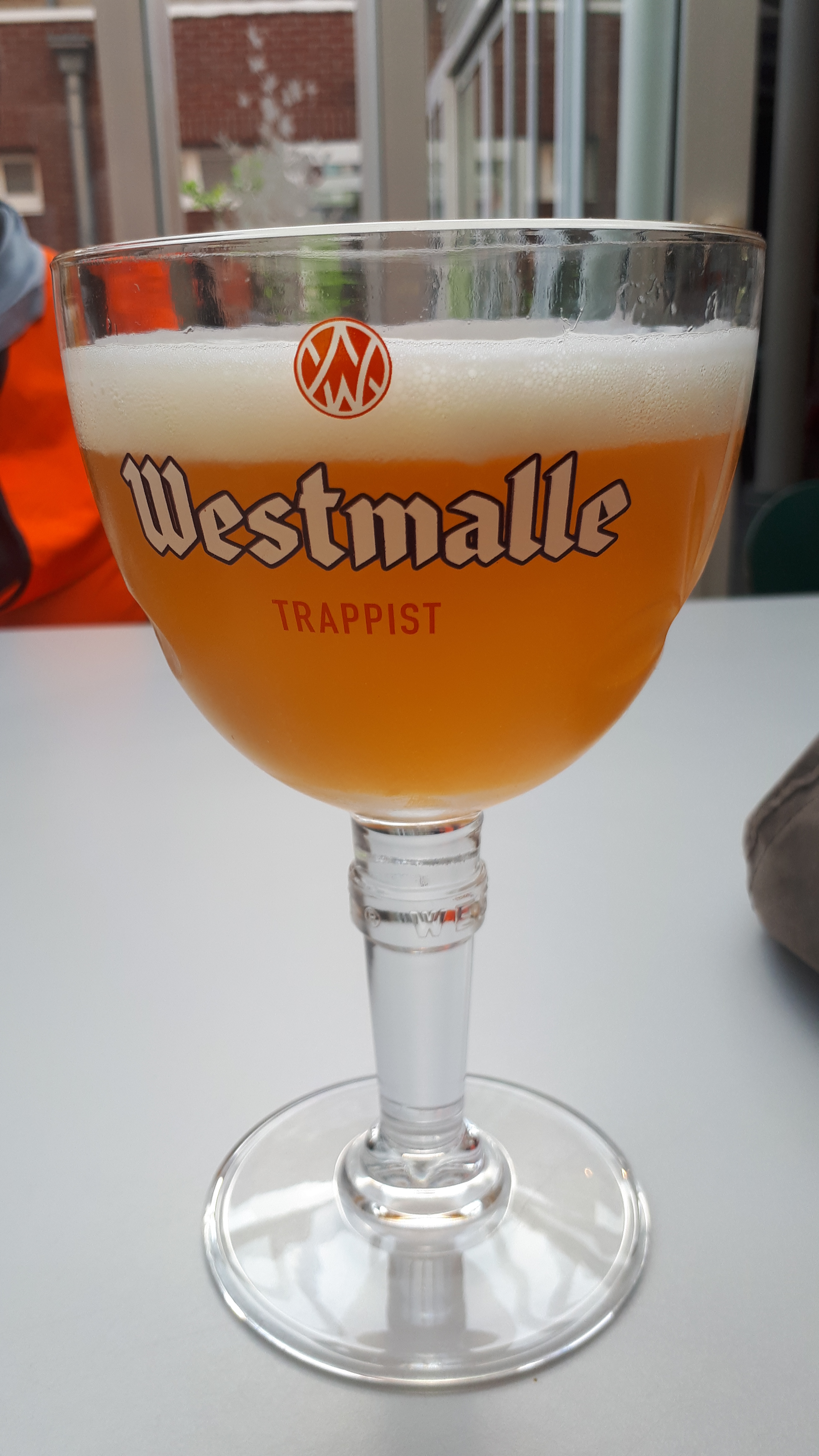
Westmalle Tripel in glas

Westmalle is een trappistenbier dat in de abdij Onze-Lieve-Vrouw van het Heilig Hart van Westmalle wordt gebrouwen.
Het klooster van Westmalle werd in 1836 tot abdij van de orde der trappisten verheven. In hetzelfde jaar begonnen de monniken met het brouwen van bier, aanvankelijk alleen voor eigen gebruik, maar vanaf 1856 ook voor de verkoop. De brouwerij is sindsdien diverse malen uitgebreid en gemoderniseerd, de laatste keer in 2001.

## Bieren
- De Dubbel (roodbruine kroonkurk) heeft een alcoholpercentage van 7% (2006). Dit bier heeft een donkere roodbruine kleur en gist ook na op de fles. Het wordt sinds 1856 gebrouwen en is verkrijgbaar in flessen van 33 en 75 cl en in vaten van 30 en 50 liter.

- De Tripel (crème-kleurige kroonkurk) is het bekendste Westmalle-bier. Het heeft een diepe, maar zachte smaak met een bittere toets, en een heldere gouden kleur. Het gist drie weken na op de fles, en bezit zoals elke nagister na verloop van tijd een bezinksel van dode gistcellen op de flessenbodem. Het werd voor het eerst gebrouwen in 1934. Het heeft een alcoholpercentage van 9,5% en is verkrijgbaar in flessen van 33 en 75 cl.

- De Extra (blauwgrijze kroonkurk) is de minst zware variant. Het heeft een alcoholpercentage van 4,8%. Dit bier is enkel verkrijgbaar in flessen van 33 cl.
- De Duo is sinds maart 2025 verkrijgbaar. Het is (voorlopig) een gelimiteerde oplage op vat van zo'n 5.000 vaten, verkrijgbaar in enkele café's.  De Duo is een blend van Tripel (60 %) en Extra (40 %) met een alcoholpercentage van 7,2%.

## Prijzen
- Op 21 september 2005 verkozen de lezers van de New York Times Westmalle Tripel Trappist tot beste bier ter wereld.[1]
- World Beer Cup 2012: gouden medaille voor Westmalle Tripel in de categorie Belgian-Style Tripel.

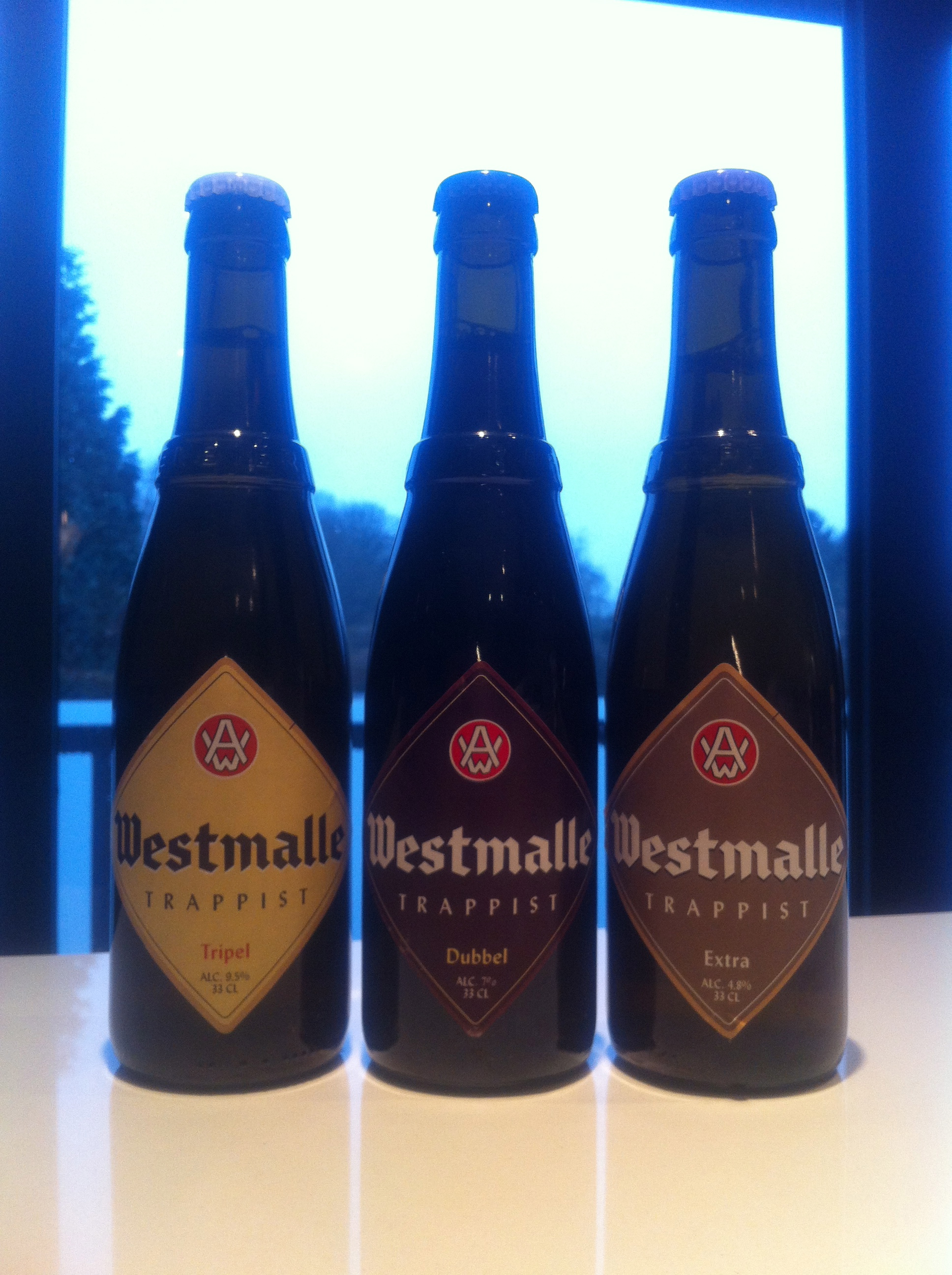
Links: Westmalle Tripel Midden: Westmalle Dubbel Rechts: Westmalle Extra
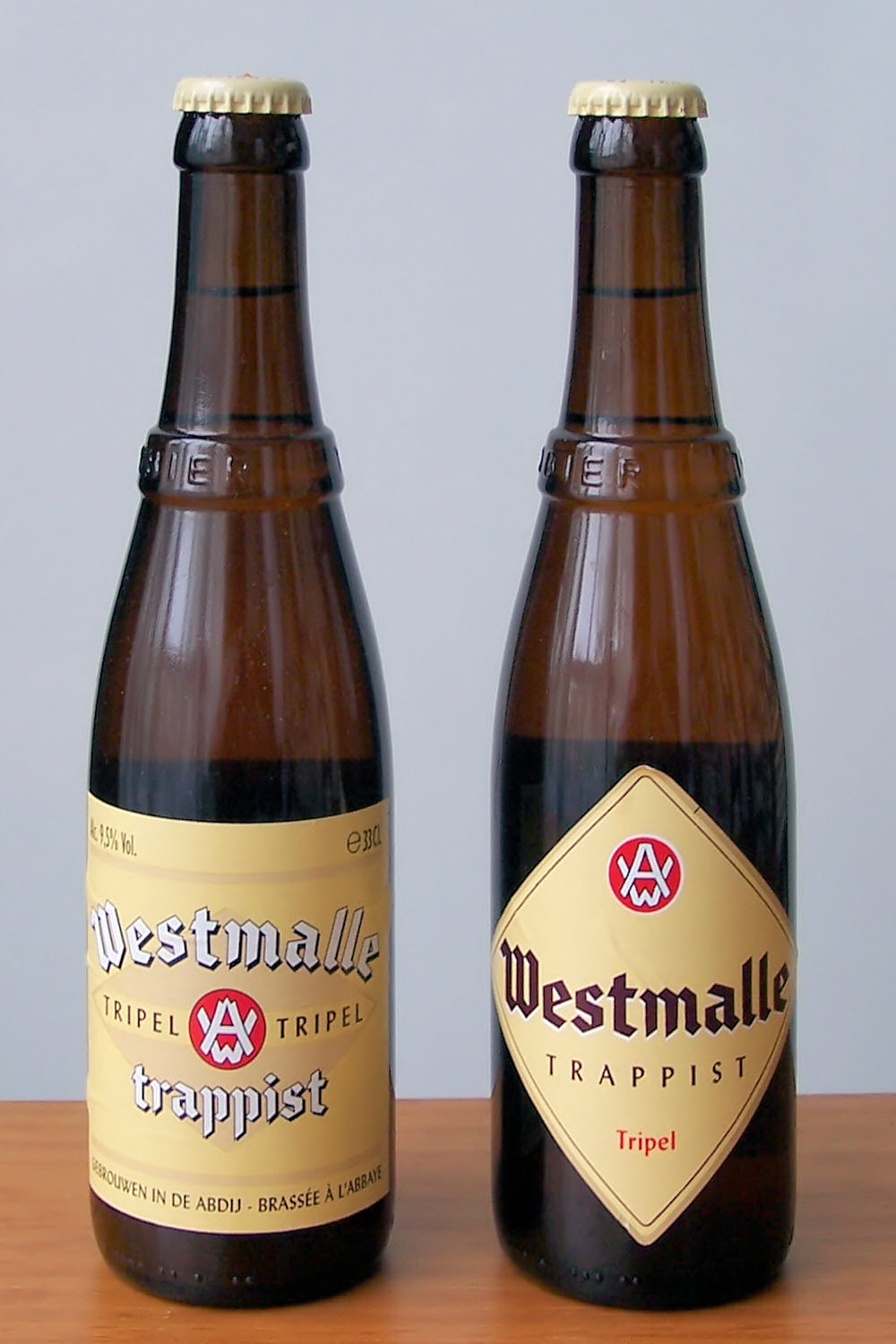
Westmalle Tripel (links een ouder etiket)
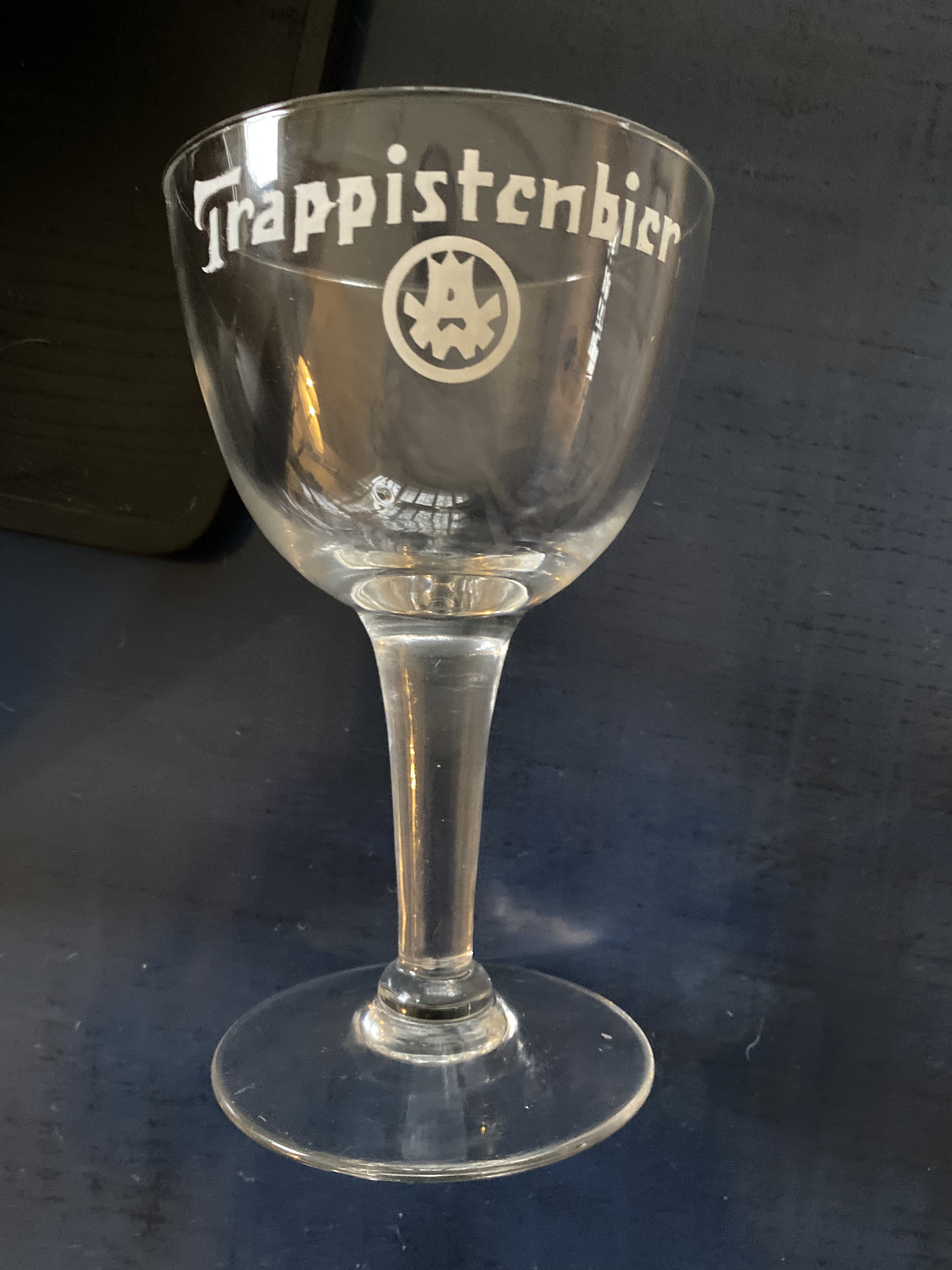
WestmalleTrappist bierglas